# Egbewole Seun Abayomi
Egbewole Seun Abayomi známý i jako Seun Egbewole (* 13. května 2001) je nigerijský fotbalový záložník či útočník, od února 2021 hráč českého klubu FC Hradec Králové, kde je na hostování z nigerijského týmu Dino SC. Jedná se o fotbalistu s potenciálem do budoucnosti, který si s míčem "tyká" a je mj. excelentní v soubojích jeden na jednoho. Nejčastěji hraje na křídle, umí z obou stran a oběma nohama. Má tři sestry a jednoho bratra, jeho vzorem je Cristiano Ronaldo.

## Klubová kariéra
V Nigérii prošel akademií mužstva Dino SC z hlavního města Lagosu. V zimním přestupovém období ročníku 2020/21 zamířil na doporučení agentury na testy do Evropy do tehdy druholigového českého klubu FC Hradec Králové, kde během zkoušky vedení "Votroků" zaujal a domluvil se s ním na hostování s opcí na přestup. Na jaře 2021 po 23. kole hraném 8. 5. 2021 postoupil s Hradcem po výhře 2:1 nad Duklou Praha z prvního místa tabulky do nejvyšší soutěže, kam se "Votroci" vrátili po čtyřech letech.